# Orde van fonteinkruiden en waterlelies
De orde van fonteinkruiden en waterlelies (Nupharo-Potametalia) is een orde uit de fonteinkruiden-klasse (Potametea).

## Naamgeving en codering
| Potametalia W.Koch 1926 p.p. |

- Syntaxoncode voor Nederland (rVvN): r05B
- Natura2000-habitattypecode (EU-code): H3150

De wetenschappelijke naam Nupharo-Potametalia is afgeleid van de botanische namen van respectievelijk gele plomp (Nuphar lutea) en het geslacht fonteinkruid (Potamogeton).

## Ecologie
De orde van fonteinkruiden en waterlelies omvat vegetatie van zoete, stilstaande tot zwak stromende, matig tot goed gebufferde, meso-eutrofe tot eutrofe waterpartijen. Meestal is carbonaat het dominante ion in het water.

## Onderliggende syntaxa in Nederland en Vlaanderen
De orde van fonteinkruiden en waterlelies is in Nederland en Vlaanderen goed vertegenwoordigd met een drietal onderliggende verbonden.
- - waterlelie-verbond (Nymphaeion)
    - associatie van doorgroeid fonteinkruid (Ranunculo fluitantis-Potametum perfoliati)
    - associatie van glanzig fonteinkruid (Potametum lucentis)
    - associatie van witte waterlelie en gele plomp (Myriophyllo-Nupharetum)
    - watergentiaan-associatie (Potameto-Nymphoidetum)

  - kikkerbeet-verbond (Hydrocharition morsus-ranae)
    - krabbenscheer-associatie (Stratiotetum)
    - associatie van groot blaasjeskruid (Utricularietum vulgaris)

  - verbond van kleine fonteinkruiden (Parvopotamion)
    - associatie van klein fonteinkruid (Potametum berchtoldii)
    - associatie van paarbladig fonteinkruid (Groenlandietum)
    - associatie van stijve waterranonkel (Ranunculetum circinati)
    - associatie van stomp fonteinkruid (Potametum obtusifolii)
    - associatie van waterviolier en kransvederkruid (Myriophyllo verticillati-Hottonietum)

## Verspreiding
Het volledige verspreidingsgebied van de orde van fonteinkruiden en waterlelies op Aarde is (nog) niet bekend. Het strekt zich in ieder geval uit over grote delen van Europa, van ruwweg Zweden tot in Spanje en van Ierland tot Rusland.

## Diagnostische taxa voor Nederland en Vlaanderen
In de onderstaande synoptische tabel staan de belangrijkste diagnostische soorten voor de orde van fonteinkruiden en waterlelies in Nederland en Vlaanderen.
Kruidlaag
| Diagnostiek | Triviale naam        | Botanische naam            | Opmerking |
| ----------- | -------------------- | -------------------------- | --------- |
| ordekentaxa | puntig fonteinkruid  | Potamogeton mucronatus     |           |
| ordekentaxa | plat fonteinkruid    | Potamogeton compressus     |           |
| ordekentaxa | kikkerbeet           | Hydrocharis morsus-ranae   | transgr.  |
| ordekentaxa | kransvederkruid      | Myriophyllum verticillatum |           |
| ordekentaxa | stijve waterranonkel | Ranunculus circinatus      |           |
| ordekentaxa | groot blaasjeskruid  | Utricularia vulgaris       | transgr.  |
| ordekentaxa | smalle waterpest     | Elodea nuttallii           |           |

## Fotogalerij

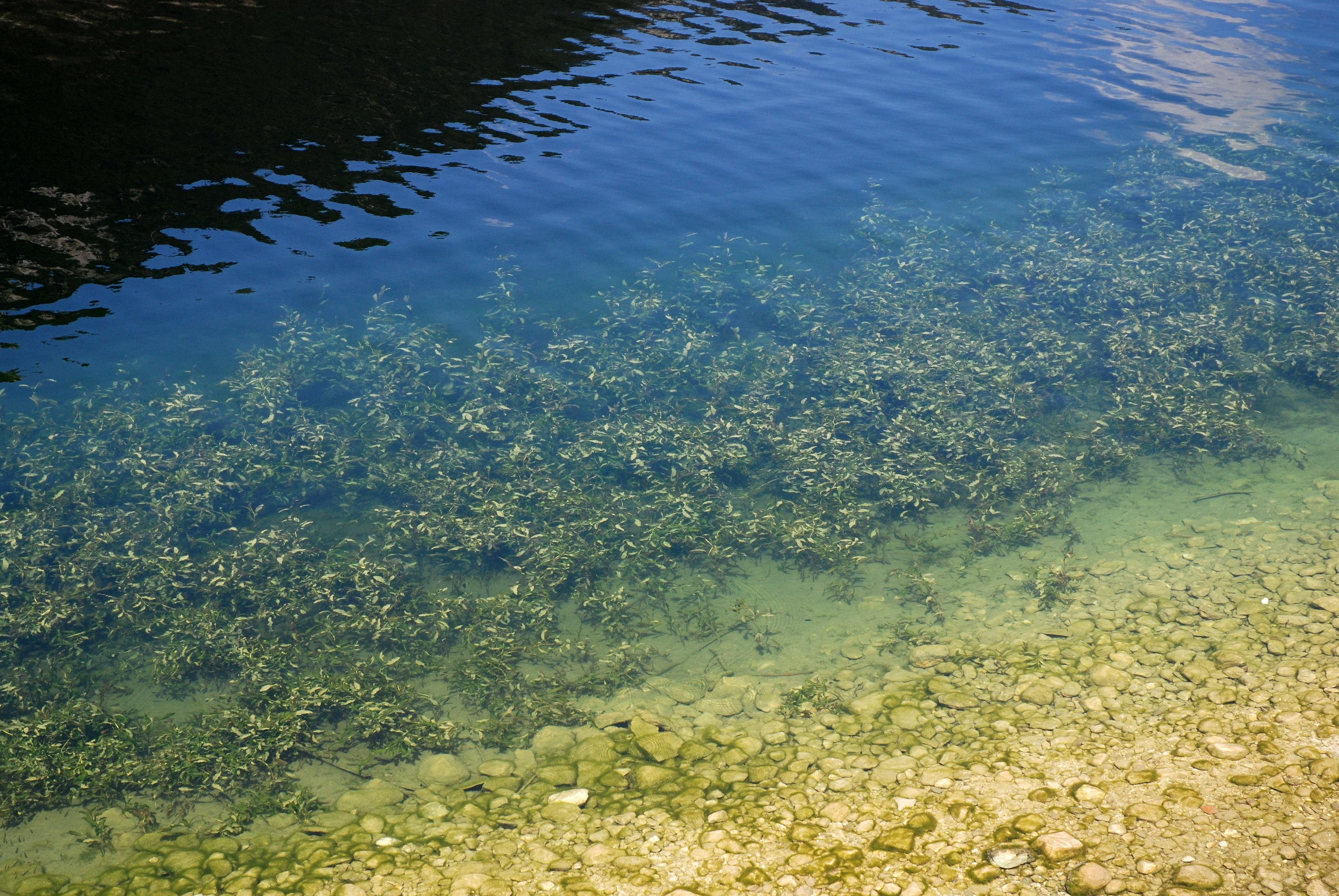
De associatie van glanzig fonteinkruid.
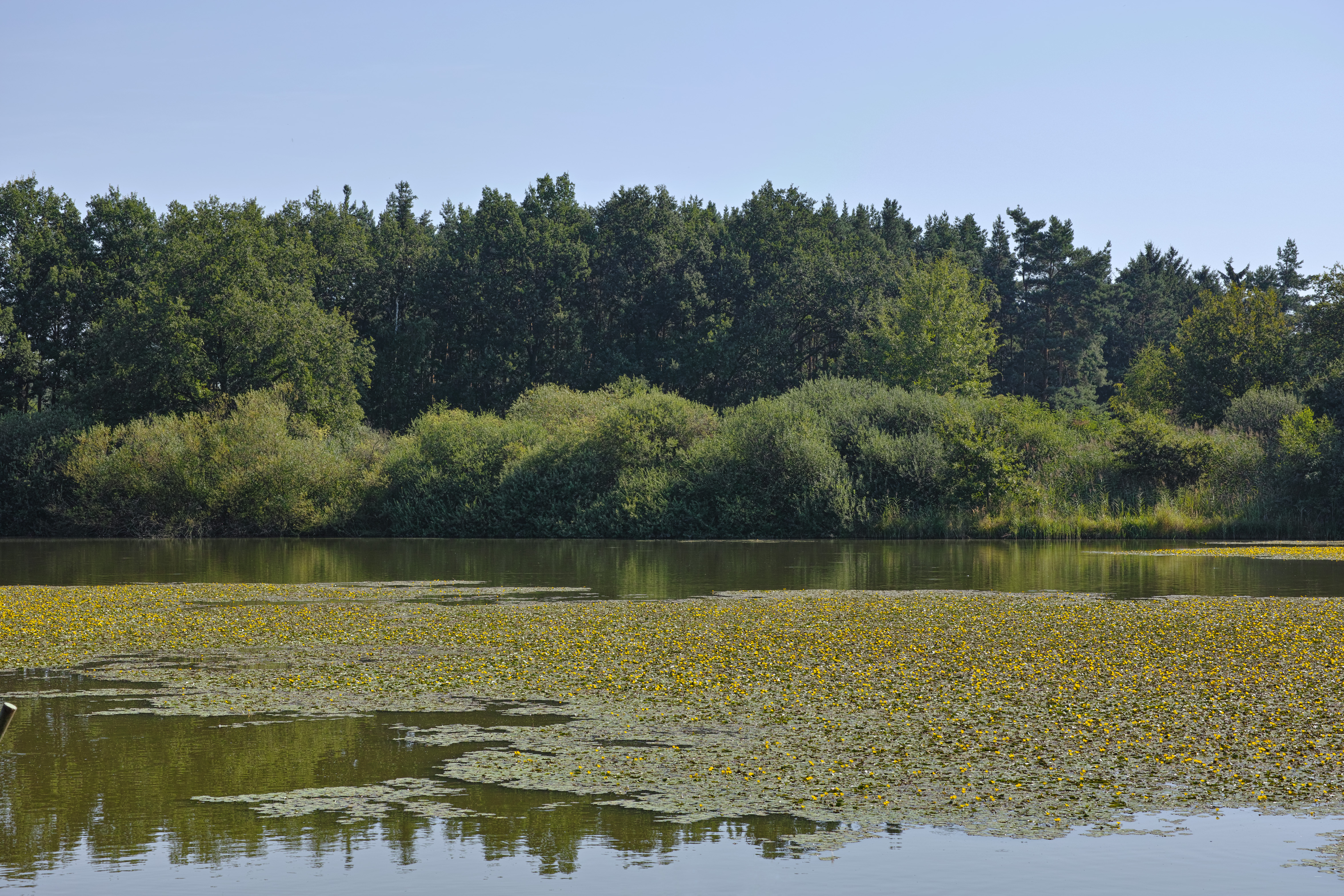
De watergentiaan-associatie.
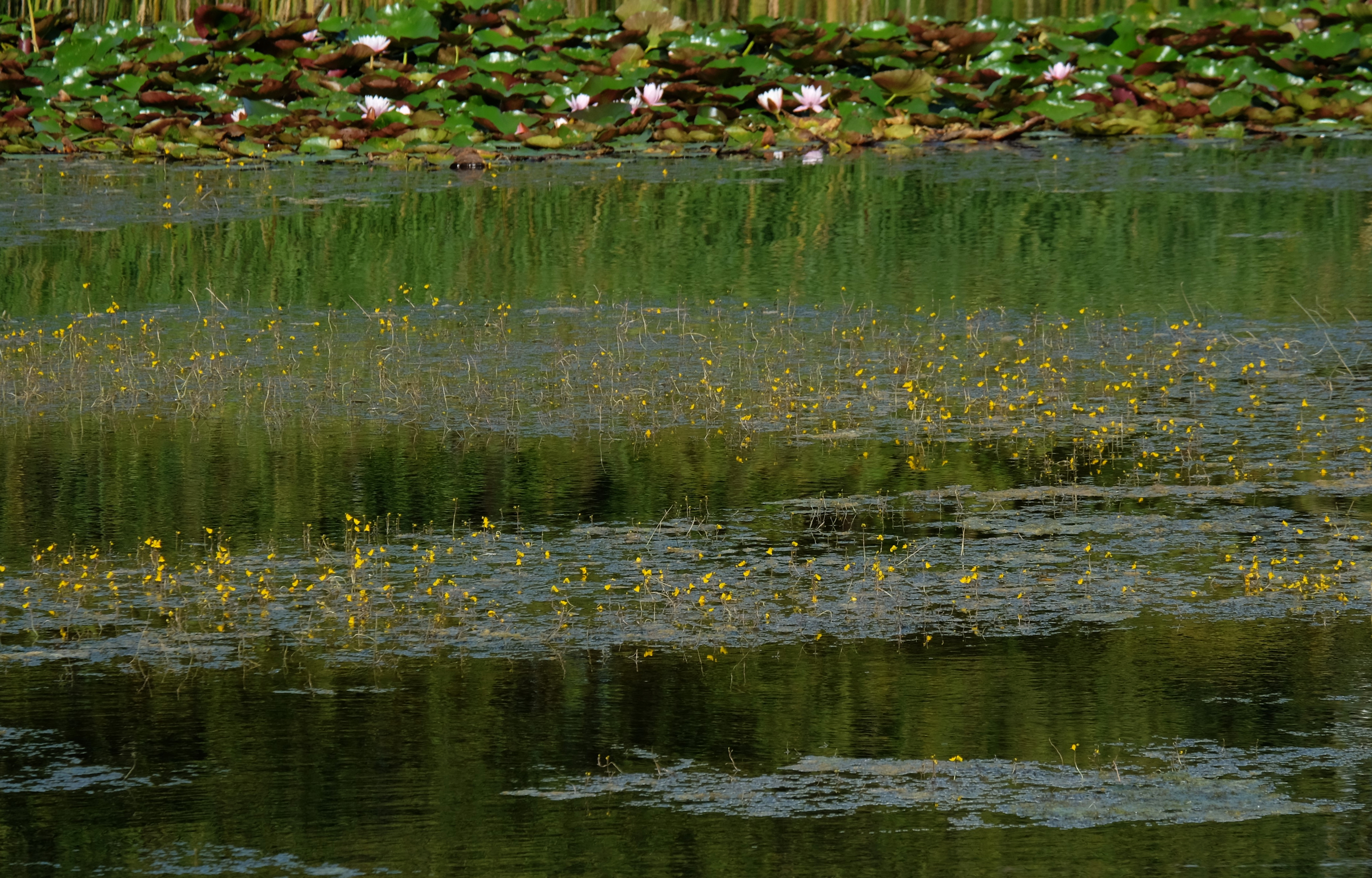
Laat zomeraspect van de associatie van groot blaasjeskruid.